# Sacis ad Padum
Sacis ad Padum era un'antica stazione di posta (mansio) ubicata lungo la via Popilia all'incrocio di questa con il fiume Po.
Questa stazione compare sulla Tavola Peutingeriana, posta a IV miglia dalla stazione di Neronia e a XII da quella di Fossa Augusta.
Il luogo dove si trovava la stazione non è ancora stato identificato, ma corrispondeva probabilmente all'odierna località Burchioleto di San Giovanni (anticamente denominata San Zagni), in comune di Ostellato.
Il nome della stazione fa certamente riferimento al ramo del Po chiamato Sagis, il quale fu citato anche da Plinio il Vecchio.
L'Uggeri e il Bosio ritenevano che Sacis si trovasse nel punto dove si separavano i rami del Po di Spina e il ramo Sagis, in prossimità dei punti terminali dei due canali denominati Fossa Augusta e Fossa Flavia, posti rispettivamente a sud e a nord del Po.
In località Burchioleto si rinvenne una base iscritta di età imperiale riferibile a una statua bronzea dedicata da Voltinio Salonino a un imperatore non identificato (forse Massimino il Trace, 235-238 d.C., o Filippo l'Arabo, 244-249 d.C.). Sempre nello stesso sito si rinvennero frammenti marmorei riferibili a una struttura monumentale da porre in relazione al passaggio della via Popilia.